# Philippinen-Stachelschwein
Das Philippinen-Stachelschwein (Hystrix pumila) ist eine Stachelschweinart aus der Gattung der Eigentlichen Stachelschweine (Hystrix). Es kommt endemisch auf der philippinischen Insel Palawan sowie einigen Nachbarinseln vor.

## Merkmale
Das Philippinen-Stachelschwein erreicht eine Kopf-Rumpf-Länge von 45,0 bis 66,5 Zentimetern und die Schwanzlänge beträgt 6,4 bis 19,0 Zentimeter, es erreicht ein Gewicht von 3,8 bis 5,4 Kilogramm. Der Hinterfuß wird etwa 70 Millimeter lang, die Ohrlänge beträgt etwa 30 Millimeter. Es ist damit wie alle Eigentlichen Stachelschweine für ein Nagetier sehr groß, innerhalb der Gattung Hystrix jedoch die kleinste Art. Die Stacheln und Borsten sowie die Schwanzrassel sind im Vergleich zu den anderen Arten nur wenig ausgeprägt und auf dem Rücken befinden sich vergleichsweise nur wenige Stacheln. Ein Stachel- und Borstenkamm am Kopf ist nicht ausgebildet. Die längsten Stacheln haben einen Durchmesser von 4 bis 5 Millimetern und sind einheitlich schwarz ohne die für verwandte Arten typischen weißen Spitzen. Der Schwanz ist kurz, er besitzt eine Schwanzquaste aus zu einer Rassel umgebildeten Stacheln. Diese hohlen Röhren sind 10 bis 11 Millimeter lang.
Vom Borneo-Stachelschwein (Hystrix crassispinis) und vom Sumatra-Stachelschwein (Hystrix sumatrae) unterscheidet sich das Philippinen-Stachelschwein vor allem durch das Fehlen der weißen Stachelspitzen.

## Verbreitung

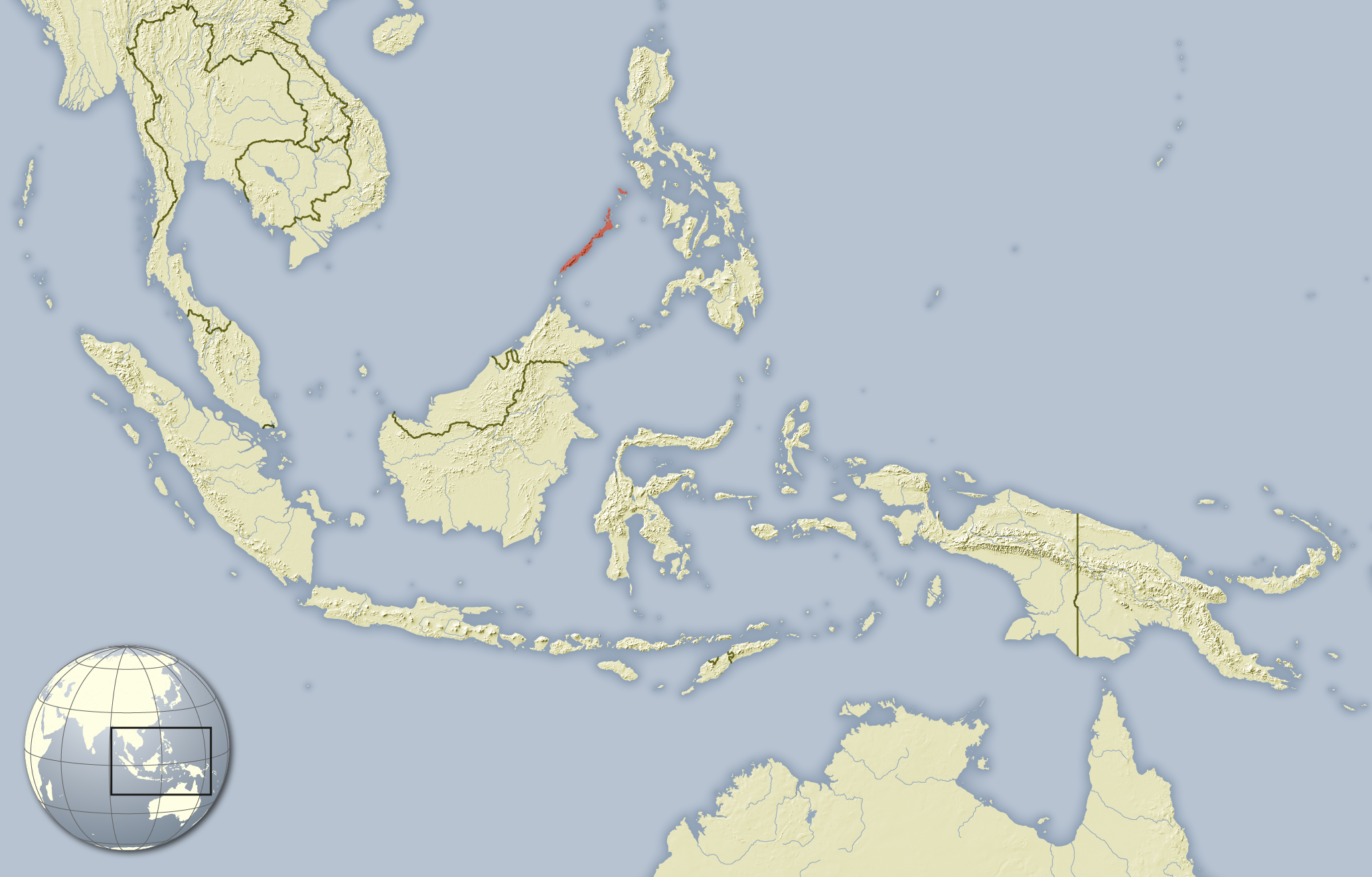
Verbreitungsgebiete des Philippinen-Stachelschweins

Das Philippinen-Stachelschwein kommt endemisch auf der philippinischen Insel Palawan sowie den Nachbarinseln Busuanga und Balabac vor.

## Lebensweise
Über die Lebensweise des Philippinen-Stachelschweins liegen nur sehr wenige Angaben vor. Es kommt vor allem in ungestörtem Primärwald- und Sekundärwald-Bereichen des Flachlands vor, dringt jedoch auch in angrenzende Wiesen, Gebüschlandschaften und landwirtschaftlich genutzte Flächen ein. Wie andere Stachelschweine auch, ist es wahrscheinlich primär herbivor und lebt in unterirdischen Bauen. Über die Fortpflanzung und das Verhalten gibt es keine Informationen.

## Systematik
Das Philippinen-Stachelschwein wird als eigenständige Art innerhalb der Gattung der Eigentlichen Stachelschweine (Hystrix) eingeordnet, die aus acht Arten in Asien und Afrika besteht. Die wissenschaftliche Erstbeschreibung stammt von Albert Günther aus dem Jahr 1879. Als Ursprungsort gab er Puerto Princesa auf Palawan an. Innerhalb der Gattung wird die Art in die Untergattung Thecurus gestellt, die gelegentlich auch als eigene Gattung betrachtet wird.
Innerhalb der Art werden neben der Nominatform keine Unterarten unterschieden.

## Status, Bedrohung und Schutz
Das Philippinen-Stachelschwein wird von der International Union for Conservation of Nature and Natural Resources (IUCN) als bedroht („vulnerable“) eingeordnet. Begründet wird dies mit dem starken Rückgang der Bestände um mehr als 30 % in den letzten Jahrzehnten aufgrund des Lebensraumverlustes durch den Holzeinschlag sowie der Entnahme für den nationalen Heimtiermarkt und als Fleischquelle. Für die auf Palawan lebenden Tagbanuwa hat die Art eine große Bedeutung und stellt die wichtigste Jagdbeute dar. Sie werden von diesen aus ihren unterirdischen Bauen ausgegraben.

## Belege
1. 1 2  A. Günther: Description of a new Species of Porcupine from the Philippine Islands. In: The Annals and Magazine of Natural History, 5. Serie, Vol. 4, S. 106–107, 1879. (Digitalisat)
2. 1 2 3 4 5 6  E.L. Barthelmess: Philippine Porcupine - Hystrix pumila. In: Don E. Wilson, T.E. Lacher, Jr., Russell A. Mittermeier (Herausgeber): Handbook of the Mammals of the World: Lagomorphs and Rodents 1. (HMW, Band 6), Lynx Edicions, Barcelona 2016; S. 325. ISBN 978-84-941892-3-4.
3. 1 2 3 4  Hystrix pumila in der Roten Liste gefährdeter Arten der IUCN 2017.2. Eingestellt von: L. Heaney, D. Balete, G. Rosell-Ambal, B. Tabaranza, P. Ong, P. Widmann, 2008. Abgerufen am 14. September 2016.
4. 1 2 3  Hystrix (Thecurus) pumila. In: Don E. Wilson, DeeAnn M. Reeder (Hrsg.): Mammal Species of the World. A taxonomic and geographic Reference. 2 Bände. 3. Auflage. Johns Hopkins University Press, Baltimore MD 2005, ISBN 0-8018-8221-4.